# Moble d'oficina

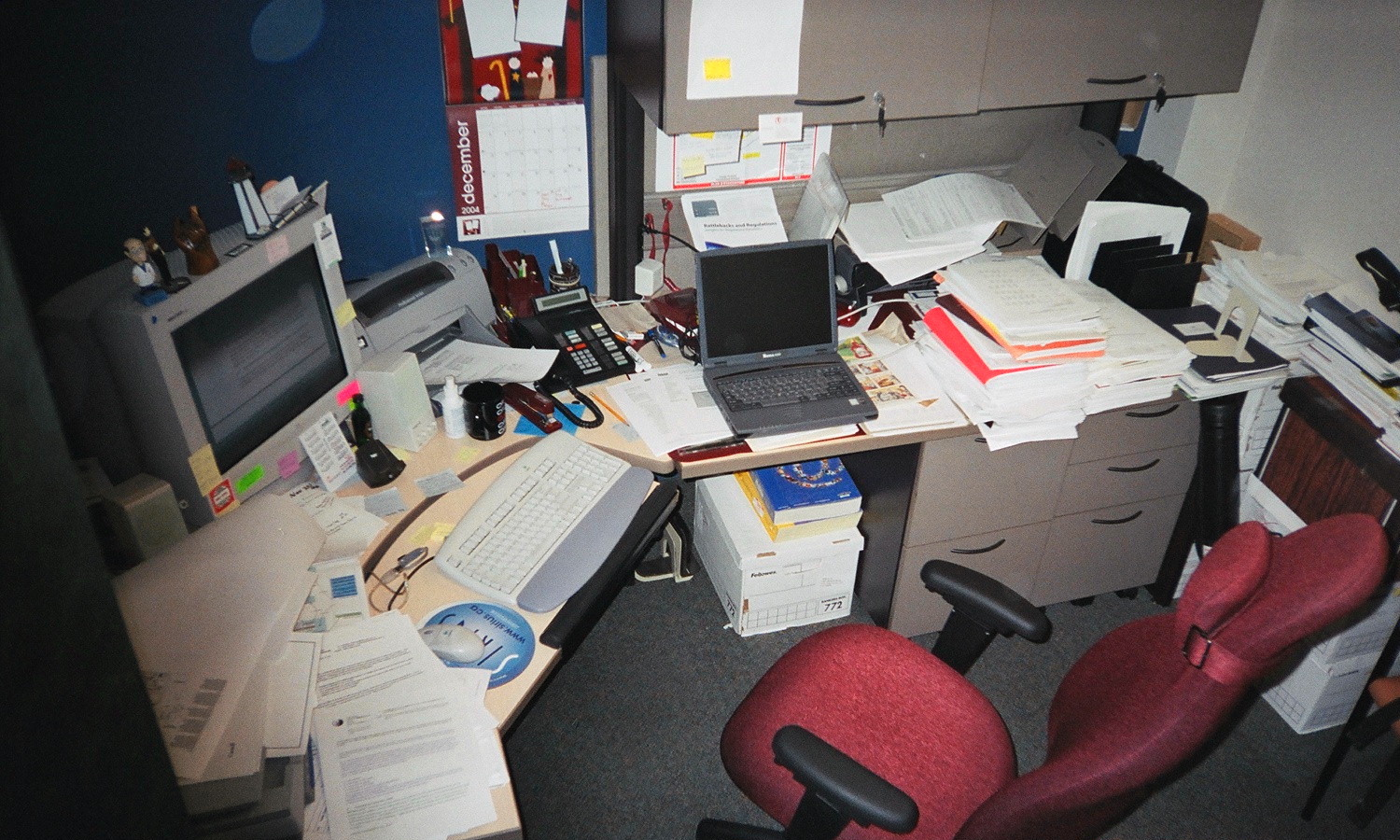
Mobiliari d'oficina.

Mobles d'oficina són una categoria de mobles adaptada al treball en oficines. La categoria comprèn mobles comuns, com ara taules i cadires, però adaptats al context professional, així com mobles amb una funció específica: barra de recepció, armaris d'arxius, calaixers, escriptoris, arxius… El maquinari ofimàtic no en forma part, però sí el mobliliari i els accessoris per a rebre impressores, ordinadors, pantalles, cablatge… També conté mobiliari específic, com ara parets de partició, cabines de centres d'atenció telefònica, sales de reunió.
Sobretot per als escriptoris i les cadires, l'ergonomia, la salut i la seguretat antiincendis hi té un paper més important en mobles domèstics. Hi ha normes ISO per exemple per a dispositius per a l'ajust d'alçada de cadires giratòries i butaques o els requisits de disposició i postura de l'estació de treball.
Es fan servir les mateixes primeres matèries, com per a qualsevol mobiliari: fusta, tauler de fibra, acer, alumini, plàstic, teixits. A la primeria del segle xx la placa i els tubs d'acer s'hi va afegir, per la seva funcionalitat. A mitjan segle xx s'hi va afegir el plàstic.